# 4027 Mitton
4027 Mitton је астероид главног астероидног појаса са средњом удаљеношћу од Сунца која износи 2,358 астрономских јединица (АЈ).
Апсолутна магнитуда астероида је 13,5.